# Estádio José de Melo
Estádio José de Melo – stadion piłkarski w Rio Branco, Acre, Brazylia, na którym swoje mecze rozgrywa klub Rio Branco Football Club.
Nazwa stadionu została nadana w hołdzie José Francisco de Melo, który był zawodnikiem i prezydentem klubu.